# Selva subhúmeda de Madagascar
La selva subhúmeda de Madagascar es una ecorregión de la ecozona afrotropical, definida por WWF, que ocupa la mayor parte de la meseta central de Madagascar.
Forma, junto con las ecorregiones de selva de tierras bajas de Madagascar y brezal de Madagascar, la región denominada selva y brezal de Madagascar, incluida en la lista Global 200.

## Descripción
Es una ecorregión de selva lluviosa con una extensión total de unos 199.500 kilómetros cuadrados (aproximadamente la mitad de Paraguay), que cubre la mayor parte de la meseta central, desde los 800 metros de altitud por el este y desde los 600 metros por el oeste. 
Limita al norte y al oeste con el bosque seco caducifolio de Madagascar, al este con la selva de tierras bajas de Madagascar, al suroeste con el monte suculento de Madagascar y al sur con el matorral espinoso de Madagascar. Alcanza el océano Índico en dos estrechas franjas al nordeste y al noroeste; en esta última, limita también con uno de los enclaves del manglar de Madagascar. En seis áreas por encima de los 1.800-2.000 metros de altitud, deja paso al brezal de Madagascar. El monte d’Ambre, en el extremo norte de la isla, alberga un enclave de selva subhúmeda, rodeada a menor altitud por selva seca caducifolia. La ecorregión también incluye varios enclaves en los macizos de Analavelona e Isalo en el suroeste, rodeados de monte suculento a menor altitud.
La meseta recibe los húmedos vientos alisios, por lo que es más húmeda que las regiones circundantes al norte, al sur y al oeste.
las selvas no existen

## Flora
La flora original de la ecorregión se ha visto alterada por la intervención humana: se han talado extensas áreas para agricultura y ganadería, y se han introducido muchas especies exóticas. Aún perviven áreas de selva cerrada siempre verde, y zonas de monte abierto. Grandes áreas están cubiertas de pradera, pero no está claro si esto es o no resultado de la 
La ecorregión alberga varias especies procedentes de la flora antártica templada del hemisferio sur, entre ellas varias especies de coníferas podocarpáceas (Podocarpus y Afrocarpus) y Takhtajania perrieri, único representante en África de las winteráceas

## Fauna
Esta ecorregión albergaba en la antigüedad una megafauna característica. El aislamiento de Madagascar provocó que las escasas especies de mamíferos terrestres, en particular los lémures, evolucionaran para adaptarse a ciertos nichos. Había lémures gigantes (Megaladapis edwardsi), hoy extinguidos, tan grandes como un orangután adulto. Varias especies de ave elefante Aepyornis, ratites gigantes no voladoras, también se extinguieron después de la llegada del ser humano a las islas; entre ellas, Aepyornis maximus, la mayor ave que ha existido.

## Endemismos
Entre las plantas endémicas destacan las palmeras Bismarckia nobilis y Ravenala madagascariensis.
Varias especies de musarañas, tenrecs y roedores son endémicas de esta región.
Entre las aves, cabe citar el zampullín del Aloatra (Tachybaptus rufolavatus), el porrón malgache (Aythya innotata), ambos en peligro crítico de extinción, y dos especies de paseriforme: el oxylabes de cejas amarillas (Crossleyia xanthophrys) y Dromaeocercus brunneus.
Hay al menos 25 especies de reptiles endémicos y 20 de anfibios, entre ellos numerosos camaleones, como Calumma tsaratananensis, el camaleón de Petter (Furcifer petteri) y los camaleones enanos Brookesia ambreesis, Brookesia antakarana, Brookesia lineata y Brookesia lolontany en el norte y noroeste, y Calumma fallax, Furcifer campani y Furcifer minor en el centro y sur de la región; los eslizones Amphiglossus meva, Androngo crenni y tres especies del género Euprepis: Euprepis grandidieri, Euprepis madagascariensis y Euprepis nancycoutouae; dos gecos, Lygodactylus blanci y el geco diurno de Klemmer (Phelsuma klemmeri); el lagarto Zonosaurus ornatus; las serpientes Pseudoxyrhopus ankafinensis, Liopholidophis grandidieri y Liopholidophis sexlineatus; y los anfibios Rhombophryne testudo, Scaphiophryne goettliebi, Mantella crocea, Mantella cowani, Mantidactylus domerguei, Boophis laurenti y Boophis microtympanum.

## Estado de conservación
En peligro crítico. Estas selvas se encuentran más alteradas que las de las ecorregiones vecinas, debido seguramente a su mayor densidad de población a lo largo de la historia y a la proximidad de la capital, Antananarivo; además, la generalizada agricultura itinerante de roza y quema ha eliminado la mayor parte de la selva.